# Antef III
Antef III was een farao van de 11e dynastie. De koning was bekend onder de naam Antef III of Intef III.

## Biografie
Een kort regerende farao zonder veel betekenis. De farao had last van interne politiek en strubbelingen.

## Bouwwerken
- Graftombe in el-Tarif necropolis (West-Thebe)